# Nocarodes
Nocarodes is een geslacht van rechtvleugeligen uit de familie Pamphagidae. De wetenschappelijke naam van dit geslacht is voor het eerst geldig gepubliceerd in 1846 door Fischer von Waldheim.

## Soorten
Het geslacht Nocarodes omvat de volgende soorten:
- Nocarodes armenus Ramme, 1951
- Nocarodes aserbus Mishchenko, 1951
- Nocarodes balachowskyi Descamps, 1967
- Nocarodes corrugatus Mishchenko, 1951
- Nocarodes crispus Mishchenko, 1951
- Nocarodes daghestanicus Uvarov, 1928
- Nocarodes ebneri Ramme, 1951
- Nocarodes femoralis Fischer von Waldheim, 1846
- Nocarodes geniculatus Uvarov, 1928
- Nocarodes gibbosus Mishchenko, 1951
- Nocarodes humerosus Mishchenko, 1951
- Nocarodes iranicus Werner, 1939
- Nocarodes keredjensis Werner, 1939
- Nocarodes liebmanni Werner, 1939
- Nocarodes nanus Mishchenko, 1951
- Nocarodes nodosus Mishchenko, 1951
- Nocarodes scabiosus Mishchenko, 1951
- Nocarodes schelkovnikovi Uvarov, 1918
- Nocarodes serricollis Fischer von Waldheim, 1846
- Nocarodes specialis Mishchenko, 1951
- Nocarodes urmianus Ramme, 1939
- Nocarodes variegatus Fischer von Waldheim, 1846
- Nocarodes znojkoi Miram, 1938